# OV Андромеды
OV Андромеды (лат. OV Andromedae) — одиночная переменная звезда* в созвездии Андромеды на расстоянии приблизительно 3589 световых лет (около 1100 парсеков) от Солнца. Видимая звёздная величина звезды — от +12,7m до +11,38m.

## Характеристики
OV Андромеды — жёлто-белая пульсирующая переменная звезда типа RR Лиры (RRAB) спектрального класса F. Масса — около 0,57 солнечной, радиус — около 8,26 солнечных, светимость — около 31,159 солнечных. Эффективная температура — около 6419 K.